# Omnem locum sapienti viro patriam esse
La locuzione latina Omnem locum sapienti viro patriam esse, tradotta letteralmente, significa ogni luogo è patria per il saggio. (Seneca, Dialogo Consolatio ad Helviam matrem)
In quest'opera dedicata alla madre, Seneca inviato in esilio in Corsica perché accusato di adulterio con Giulia Livilla, sorella di Caligola e nipote di Claudio, la rassicura sulla propria fermezza d'animo e, benché si consideri la vera vittima dell'avversa fortuna, trova argomenti per essere il consolatore dei propri cari.